# Марія Леон
Марія Леон (ісп. María León Barrios, * 30 липня 1984, Севілья, Іспанія) — іспанська акторка. Лауреатка премії Гойя (2011).

## Вибіркова фільмографія
- Витік мізків (2009)
- Сплячий голос (2011)
- Карміна та амінь (2014)
- Дім квітів (2019—2020) — Пурі Рікельме